# Ctesibio

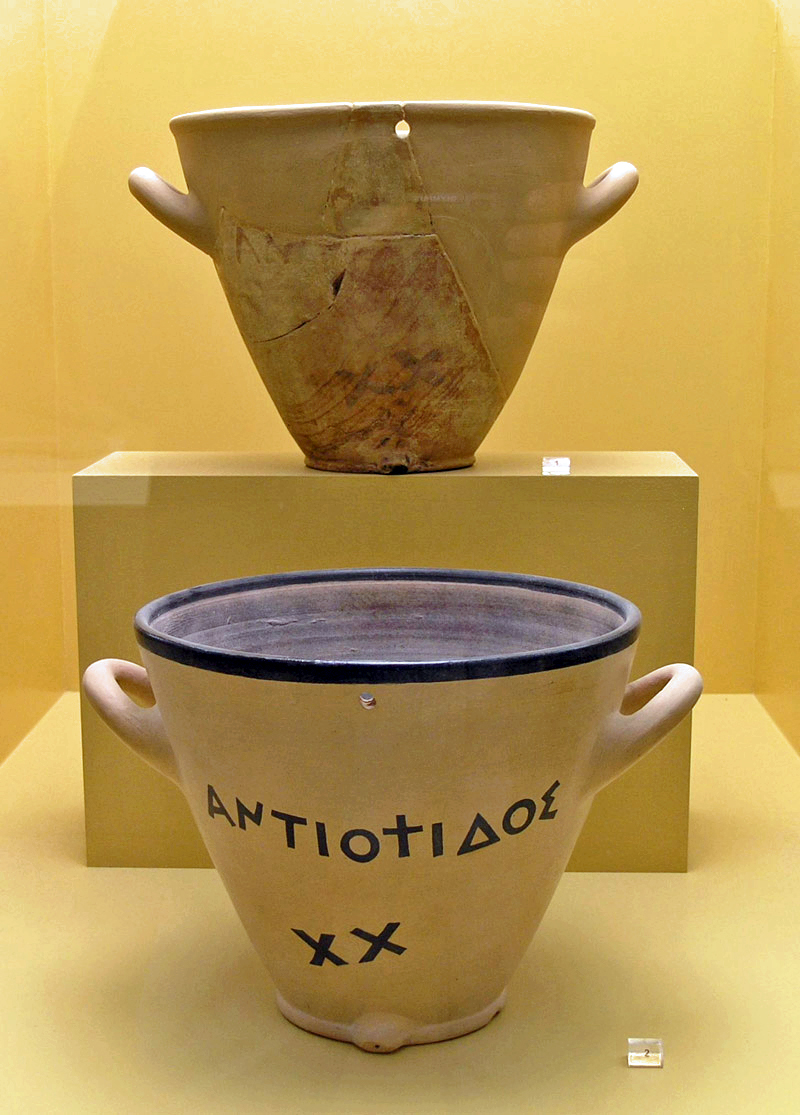
Reconstrucción de un reloj hidráulico griego. Museo del ágora, Atenas.

Ctesibio (en griego Κτησίβιος Ktēsíbios) (fl. 285 a. C.–222 a. C.) fue un inventor, ingeniero hidráulico y matemático griego de Alejandría (siglo III a. C.). Sus contribuciones a la investigación de los fenómenos naturales, así como de la geometría, son sólo inferiores a las de Arquímedes. Escribió el primer tratado científico acerca del aire comprimido, empleando para su elaboración bombas neumáticas e incluso cañones. Inventó la bomba de agua y un modelo más exacto de clepsidra. Estas investigaciones, junto con los ensayos de elasticidad del aire (Pneumática), le han concedido la fama de ser "padre de la neumática". Ninguno de sus escritos ha sobrevivido, incluyendo su Memorabilia. La compilación de sus trabajos fue recogida íntegramente por Ateneo de Náucratis, que le menciona en su obra, aunque se conoce por Filón de Bizancio (uno de sus discípulos) y Marco Vitrubio Polión.

## Biografía
Ctesibio fue probablemente uno de los directores principales del Museo de Alejandría en la época de Ptolomeo I Sóter y de su sucesor Ptolomeo II Filadelfo (inicio de la Dinastía Ptolemaica). Se sabe muy poco acerca de su vida y obra. Se dice (posiblemente Diógenes Laercio) que Ctesibio fue el primero en la Antigüedad en ofrecer un servicio de peluquería. Durante este periodo de su vida como barbero inventó un espejo ajustable mediante una palanca de contrapeso. Sus otras invenciones caen dentro del terreno de la hidráulica: un órgano acuático (hýdraulis), considerado como el precursor del moderno instrumento musical, y un reloj de agua denominado clepsidra. La clepsidra tenía mayor precisión que cualquiera de los relojes inventados hasta que el físico holandés Christiaan Huygens empleó un péndulo para regular la maquinaria del reloj (siglo XVII). Se le atribuye el principio del sifón.
Los últimos científicos de la Antigüedad que mencionan su obra son Proclo (que comentó algunas obras de Euclides) en el siglo V y Herón de Alejandría.

## Literatura
- The principle of the hydraulic organ, Ch; MacLean,. S.I.M. 1905.
- The Organ of the Ancients, Henry George Farmer, Isis, Vol. 17, n.º 1 (1932), pp. 278-282
- Histoire mondiale des sciences, Colin Ronan, (1988), 2.ª édition, Seuil ISBN 2020362376. Se describen las mejoras que introdujo Ctesibio en el diseño de la clepsidras.
- hydraulus en Dictionnaire des Antiquités grecques et romaines - Charles Victor Daremberg y Edmond Saglio (1920).
- Tittel, artículo hydraulus, en Real Encyclopedia der klassichen. Altertum Pauly y Wissowa.

## Eponimia
- El cráter lunar Ctesibius lleva este nombre en su memoria.